# Letov Š-5
O Letov Š-5 foi um avião de reconhecimento leve construído pela Letov no início de 1920.

## Projeto
O Š-5 era similar ao Letov Š-1 em seus armamentos e equipamentos. Entretanto, o peso era maior e a fuselagem mais forte e e mais fácil de consertar. Apenas uma aeronave foi construída, servindo em uma escola de aviação em Cheb até 1930.